# Victoria (onderneming)

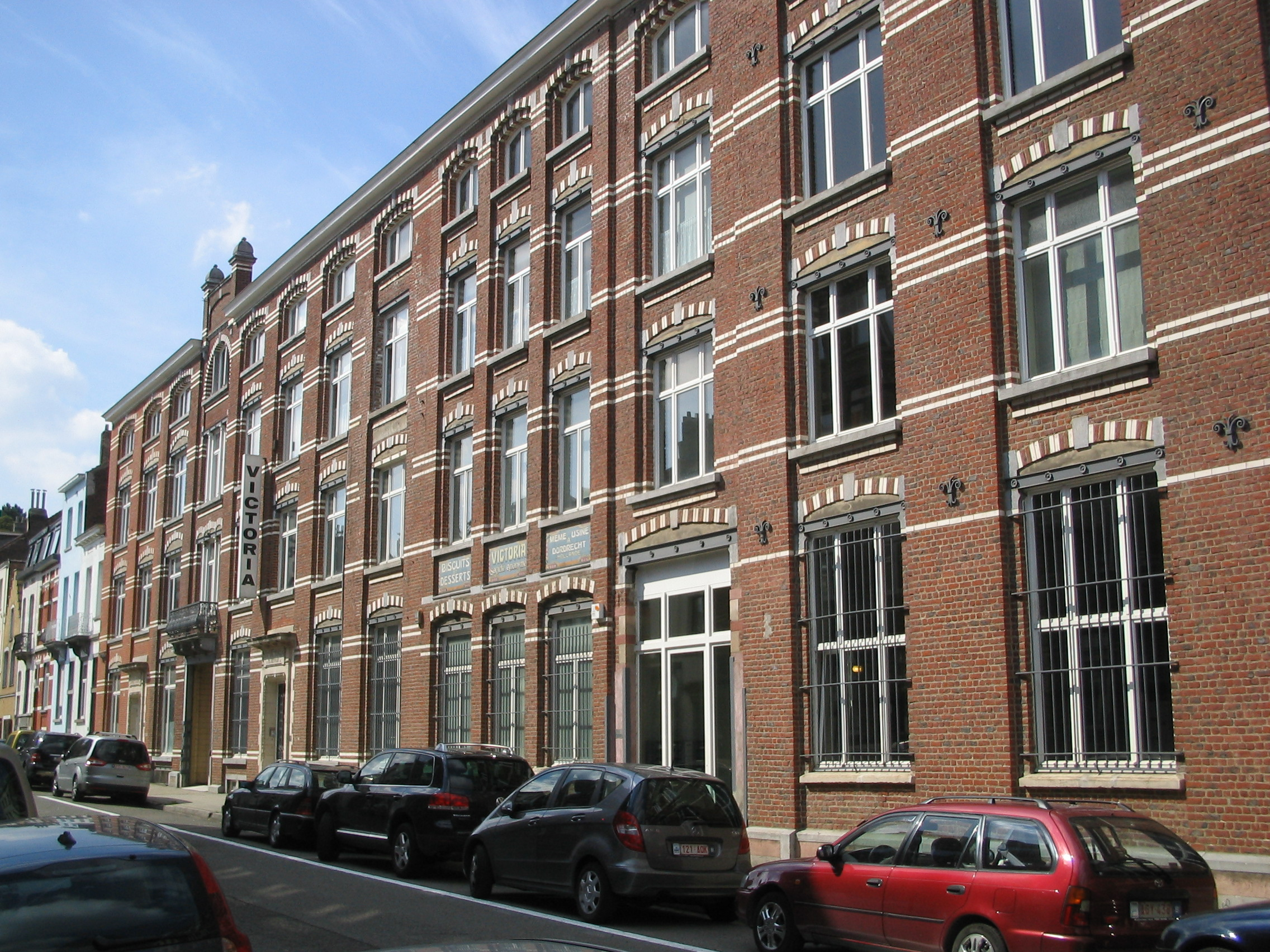
Voormalige Victoria-koekjesfabriek in Koekelberg

Victoria was een koekjes- en chocoladefabriek die ontstaan is in België in 1896. Bekendheid verwierf de onderneming vooral door het gelijknamige chocolademerk. Op het hoogtepunt van haar bestaan bezat de onderneming fabrieken in Koekelberg, in het Nederlandse Dordrecht en in het Franse Boulogne-Billancourt en waren er circa 4000 werknemers.

## Geschiedenis

### De eerste jaren
Victoria werd in 1896 gesticht als industriële koekjesfabriek door drie Brusselse banketbakkers: Charles Jeghers, Emile Bossaert en Joseph Carlier als reactie op de Britse ondernemingen die met succes hun koekjes exporteerden naar het vasteland. De fabriek, die de benaming Koekjes- en dessertfabriek Victoria kreeg, bevond zich buiten het Brusselse centrum, op het plateau van Koekelberg. Met de naamkeuze, die verwees naar de Britse koningin Victoria, maakten de oprichters duidelijk dat zij de concurrentie met de Britten wilden aangaan.
De fabriek kende vanaf de start een groot succes en het productengamma breidde voortdurend uit. Men vervaardigde onder meer speculaas, macarons, cakes en allerhande andere boterkoeken. Een grote specialiteit was het decoreren van de koekjes met behulp van een chinois. Ook begon men met de verkoop van assortimentsdozen. In 1899 bevatte de cataloog reeds 131 producten en werd het werkingskapitaal vervijfvoudigd om verder te kunnen uitbreiden. Op publicitair gebied deed Victoria een beroep op onder meer Privat-Livemont voor het ontwerp van haar affiches.

### Een tweede fabriek in Nederland

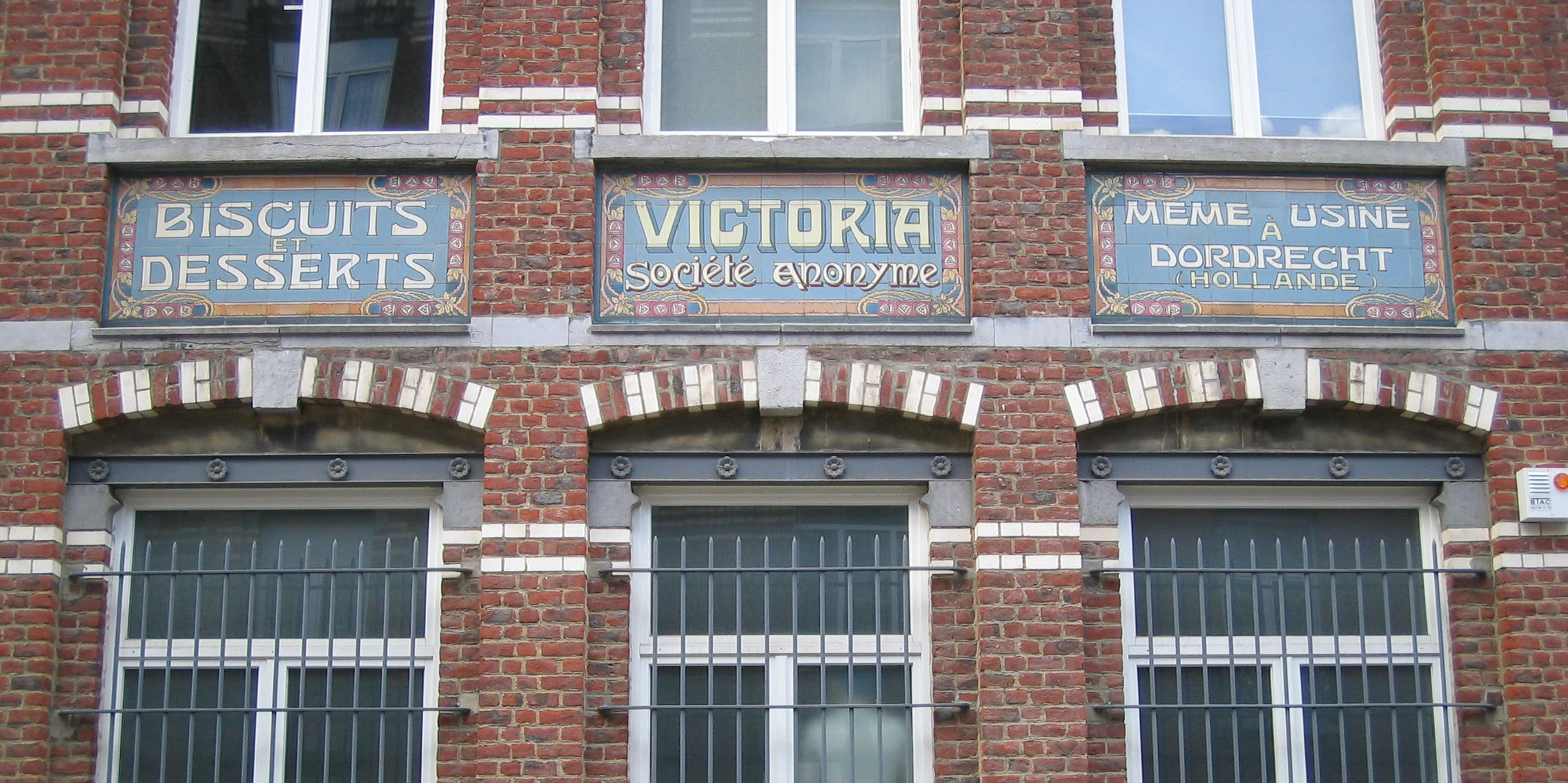
Keramische geveltegels in Koekelberg met de vermelding van een gelijkaardige fabriek in Dordrecht

De export naar Nederland groeide jaar na jaar, waardoor de capaciteit van de fabriek in Koekelberg al vlug ontoereikend werd. Na het electorale verlies van de liberalen aldaar en het aantreden van het kabinet-Kuyper in 1901 voorzag de toenmalige minister van Financiën Harte van Tecklenburg de uitvaardiging van de protectionistische Tariefwet, waarbij de invoertarieven drastisch zouden verhoogd worden om de Nederlandse industrie te beschermen.
Om op deze toekomstige wet te anticiperen nam Victoria de beslissing om een tweede fabriek in het Nederlandse Dordrecht op te richten. Deze startte in 1904 onder de leiding van Julien Charles Redelé (1871-1941). Twee jaar later bedroeg de productie in Dordrecht reeds de helft van deze in Koekelberg, dit tot algemene tevredenheid van de Brusselse directie die prompt een keramische geveltegel lieten aanbrengen met de vermelding van een gelijkaardige fabriek in Dordrecht.

### De eerste stappen in de chocoladeproductie
In 1908 kwam in Koekelberg de afdeling chocolade erbij, in eerste instantie bedoeld voor de productie van chocoladebedekking voor de eigen biscuits. In juni 1909 startte de productie van chocoladetabletten, blokchocolade en cacao) voor verkoop. Er kwam een steeds breder assortiment van smaken: naast de pure chocolade werd ook melkchocolade, chocolade met nootjes en met amandelen op de markt gebracht. Populair waren de kleine tabletten Princes met de beeltenis van de drie Belgische prinsjes Leopold, Karel en Marie-José. De chocolade werd eveneens uitgevoerd naar Nederland.

### Victoria tijdens de Eerste Wereldoorlog

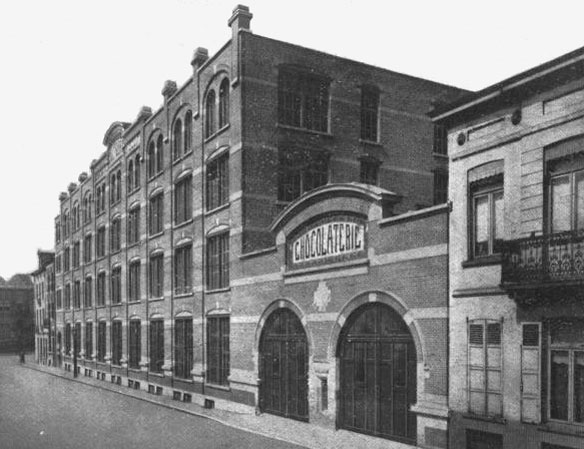
De chocoladefabriek van Koekelberg in 1921

Tijdens de Eerste Wereldoorlog kreeg het bedrijf de vraag om te produceren voor het Nationaal Hulp- en Voedingscomité, dat onder leiding stond van Ernest Solvay en Emile Francqui, om de bevoorrading van de burgerbevolking te verzekeren. Vanaf 1916 produceerden Koekelberg en Dordrecht eveneens voor het Comité d’alimentation du Nord de la France.
De oorlogssituatie waarbij Nederland neutraal was en België in bezette handen bleef zorgde ervoor dat de fabriek in Dordrecht op 17 januari 1916 omgevormd werd tot een aparte naamloze vennootschap met de benaming Biscuitfabriek Victoria NV. De Brusselse vestiging bleef 35% van de aandelen behouden.
Onmiddellijk na de Wapenstilstand kreeg de Koekelbergse architect Arthur Pladet de opdracht om een nieuwe chocoladefabriek te ontwerpen. In 1921 werd het gebouw, dat via een voetgangersbrug verbonden was met de reeds bestaande fabriek, ingehuldigd. Hierdoor verdubbelde oppervlakte van de Belgische productie-eenheid.

### Uitbreiding van de chocoladevervaardiging
Op 30 juli 1920 was Emile Bossaert, afgevaardigd bestuurder van Victoria en burgemeester van Koekelberg, overleden. Zijn zoon Oscar Bossaert volgde hem op als hoofd van de fabriek. Onder zijn bewind werd vanaf 1920 gedurende een korte tijd ook deegwaren vervaardigd, maar al vlug kwam de nadruk vooral op de chocolade te liggen. Vanaf 1921 werden de eerste chocoladerepen met de merknaam Victoria op de markt gebracht. Al vlug begon eveneens de productie van pralines, chocolade dragees en chocoladeartikelen voor het sinterklaasfeest, Pasen en Kerstmis. In België groeide Victoria al snel uit tot een van de grote drie chocoladebedrijven, naast het Brusselse Côte d'Or en Chocolade Jacques in Eupen.
Om voet op de grond te krijgen op de Franse markt werd in 1925 de chocolade- en confituurfabriek L’Alimentation Française in Palaiseau overgenomen. De bestaande benaming werd nog een drietal jaar aangehouden maar in 1928 werd de Franse tak officieel omgedoopt tot Victoria SA. Chocolade voor dagelijks gebruik werd vervaardigd onder de merknaam Roland terwijl de kwaliteitschocolade onder de merknaam Victoria werd geproduceerd. In 1930 werd in Parijs een commercieel kantoor geopend. De commercialisatie buiten het bestaande klantennetwerk in Frankrijk was echter geen succes en het het kantoor werd in 1936 gesloten.

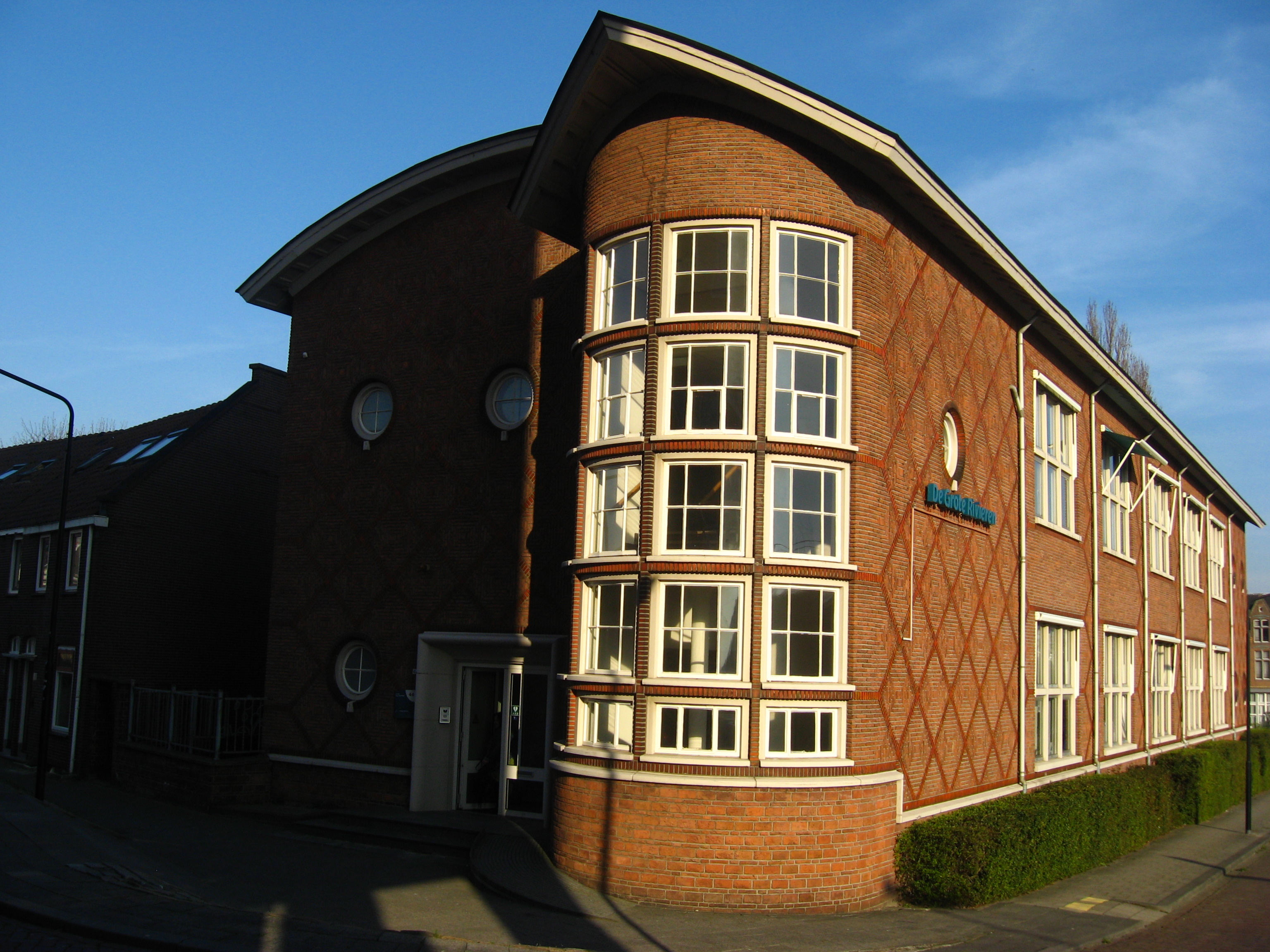
Rijksmomunent 522318: de kantine van de Dordtse fabriek, gebouwd in 1941 naar een ontwerp van Dirk Roosenburg.

In Dordrecht was de productie van chocolade in de herfst van 1927 begonnen in een nieuwe fabriek die tegen de reeds bestaande koekjesfabriek was aangebouwd. Vanuit deze fabriek werd de Nederlandse markt voorzien van chocoladeproducten. Tegelijkertijd werd het nevenmerk EVO gecreëerd voor de afzet van chocolade, koekjes en confiserie in volkswinkels.

### Tweede Wereldoorlog
De Franse fabriek was gelegen in het hart van het spoorwegknooppunt van Massy-Palaiseau. Op 2 en 4 juni 1944 werd de fabriek door de geallieerden gebombardeerd in het door nazi-Duitsland bezette gebied van de Franse hoofdstad. De chocoladeproductie voor de Franse markt werd voortgezet in onderaanneming in een chocoladefabriek in Vitry-sur-Seine en in 1947 werd in Boulogne-Billancourt een nieuwe fabriek gebouwd.

### Naoorlogse activiteiten en Expo 58
Na enkele jaren bevond de productie van de verscheidene vestigingen zich opnieuw op het niveau van voor de Tweede Wereldoorlog. Vooral in de jaren 1950 groeide de onderneming sterk. Verscheidene nieuwe producten werden gelanceerd waaronder de chocoladereep Big Nuts in 1953. Deze zou uitgroeien tot het meest bekende product van Victoria.
Samen met het chocoladebedrijf Aiglon uit Verviers en het koekjesbedrijf Parein uit Antwerpen werd in 1955 in Elisabethstad in Belgisch-Congo de onderneming VAP (Victoria Aiglon Parein) opgericht. Er werd een fabriek gebouwd en de producten werden gecommercialiseerd onder de benaming Trio.
In Nederland werd eveneens in 1955 een tweede fabriek opgericht in Dirksland op het eiland Goeree-Overflakkee door Charles Redelé en zijn broer Julien Marie Redelé, die inmiddels hun in 1941 overleden vader hadden opgevolgd aan het hoofd van het bedrijf. Zowel in Nederland als in Koekelberg schommelde het aantal werknemers op dat moment rond de 1500.
Oscar Bossaert, sinds 1920 hoofd van de Belgische vestiging, was sinds 1927 burgemeester van Koekelberg en sinds 1945 senator. In 1954 was hij minister van Middenstand geworden in de regering van Achiel Van Acker. Tijdens de Tweede schoolstrijd, die op zijn hoogtepunt was in 1955, werd er door bepaalde katholieke milieus opgeroepen om de producten van Victoria te boycotten. Uiteindelijk had dit weinig gevolgen voor het bedrijf. Bossaert was eveneens voorzitter van de Confederatie van de Belgische voedingsindustrie, voorzitter van de Syndicale Kamer van koekjesfabrikanten, voorzitter van de Nationale federatie van chocoladefabrikanten en vicevoorzitter van de International Office for Cocoa, Chocolate and Sugar Confectionery. Op 1 februari 1956 overleed hij plotseling. Hij werd aan het hoofd van de Belgische tak van Victoria opgevolgd door zijn zoon Paul Bossaert.
De Wereldtentoonstelling van 1958 op de Heizel te Brussel vormde het hoogtepunt in het bestaan van de onderneming. Nadat het bedrijf reeds een stand had in het Paleis voor Voedingswaren op de Wereldtentoonstelling van 1935, had het op Expo 58 een opvallend eigen paviljoen naar een ontwerp van de avant-garde-architecten André en Jean Polak die het architectenbureau van hun vader Michel Polak hadden voortgezet. Een "raket" van de firma L'Autopède (uit Melle bij Gent), opgehangen aan een transportband, vervoerde kinderen doorheen het paviljoen. Victoria, dat op de expo vertegenwoordigd was door zowel de Belgische, de Nederlandse als de Franse zusterbedrijven, had de exclusieve rechten op het chocolademerk Expo dat gedurende de periode van de wereldtentoonstelling werd geproduceerd. Op dat moment werkten er ongeveer 4000 personen voor Victoria.

### Teloorgang van een internationaal bedrijf
Na de Wereldtentoonstelling begon het tij te keren. Als eerste sloot de Franse fabriek van Victoria in Boulogne-Billancourt haar deuren in 1959. De productie werd naar Koekelberg overgebracht en de gebouwen werden verkocht aan IBM. Tegenwoordig is de Franse vestiging van British American Tobacco gehuisvest in de gebouwen.
De Wereldtentoonstelling van 1958 had het Brusselse bedrijf handenvol geld gekost en de verouderde fabrieken in Koekelberg konden niet meer wedijveren met de Belgische concurrenten. Er was nood aan vers kapitaal om het bedrijf te moderniseren.
Paul Bossaert vond een bondgenoot in zijn goede vriend Michel Relecom, directeur van SCARL Unibra, een groepering van brouwerijen die in Belgisch-Congo werd opgericht en die na de onafhankelijkheid vanuit Brussel werd geleid. In 1964 kwam Victoria-Brussel onder de vleugels terecht van Unibra. De nieuwe bewindvoerder koos voor een voorzichtige koers en in 1966 werd het aandeel dat de Belgische tak in het kapitaal van Victoria-Dordrecht had verkocht aan Gebeco, dat zelf het jaar voordien was ontstaan door de fusie van de koekjesfabrieken van Parein en De Beuckelaer.
In 1968 werd de serie chocoladerepen Metro gelanceerd, maar dit werd geen groot succes. Op 24 september 1969 kwam Victoria-Brussel volledig in handen van Gebeco, dat tegelijkertijd de chocoladefabriek Meurisse te Antwerpen-Dam overnam.
De fabrieken in Koekelberg sloten hun deuren in 1970.

#### Koekjesproductie
De koekjesproductie werd verhuisd naar Victoria-Dordrecht dat ondertussen volledig in handen was van Gebeco. Het gebouw werd opgesplitst en gebruikt door verscheidene bedrijven om ten slotte in 2002 omgevormd te worden tot bewoning. De gemeente Koekelberg kocht het centrale gedeelte met de bedoeling om er het Belgian Chocolate Village in te huisvesten.
Gebeco kwam in 1978 in handen van Générale Biscuit, dat zelf ontstaan was door de fusie van de koekjesfabrieken Céraliment en LU Brun.
In Dordrecht bouwde Victoria ten zuiden van de stad een nieuwe moderne fabriek die in 1980 geopend werd. In 1986 werd Générale Biscuit overgenomen door BSN-Gervais-Danone dat in 1994 haar naam wijzigde in Groupe Danone. De groep koos ervoor om voluit het koekjesmerk LU te promoten. Tot in 1992 werd er in Dordrecht nog geproduceerd onder de merknaam Victoria. In 2002 sloot uiteindelijk ook de koekjesfabriek en werd de productie overgebracht naar Herentals in België. Het gebouw werd verkocht aan Continental Bakeries-Haust.

#### Chocoladeproductie
De chocoladeproductie na de sluiting van Koekelberg werd grotendeels overgebracht naar Antwerpen-Dam en gebeurde onder de vleugels van General Chocolate waarin Victoria, Meurisse en de chocolade-afdeling van De Beuckelaer waren ondergebracht. Het gebouw werd verkocht aan chocoladefabriek Godiva.
In 1978 kwam General Chocolate in handen van de Duitse groep Leonard Monheim. Datzelfde jaar werd het chocolademerk Victoria stopgezet. In 1986 nam de Zwitserse groep Jacobs-Suchard General Chocolate over van Leonard Monheim. Na de overname van Côte d'Or in 1987 door de Zwitsers verdween de naam General Chocolate.
In 1990 werd Jacobs-Suchard overgenomen door Kraft Foods, toen nog onder de vleugels van Philip Morris en vanaf 2007 een volledig autonoom bedrijf. De snackafdeling van Kraft werd in 2012 ondergebracht in Mondelēz International.
De productie van het enige overgebleven Victoria-product, de in 1953 gelanceerde chocoladereep Big Nuts, gebeurde sinds 1978 onder de merknaam Novesia-De Beuckelaer, daarna onder de merknaam Meurisse en sinds 2008 onder de merknaam Côte d'Or. De productie gebeurt in Halle.

## Embleem

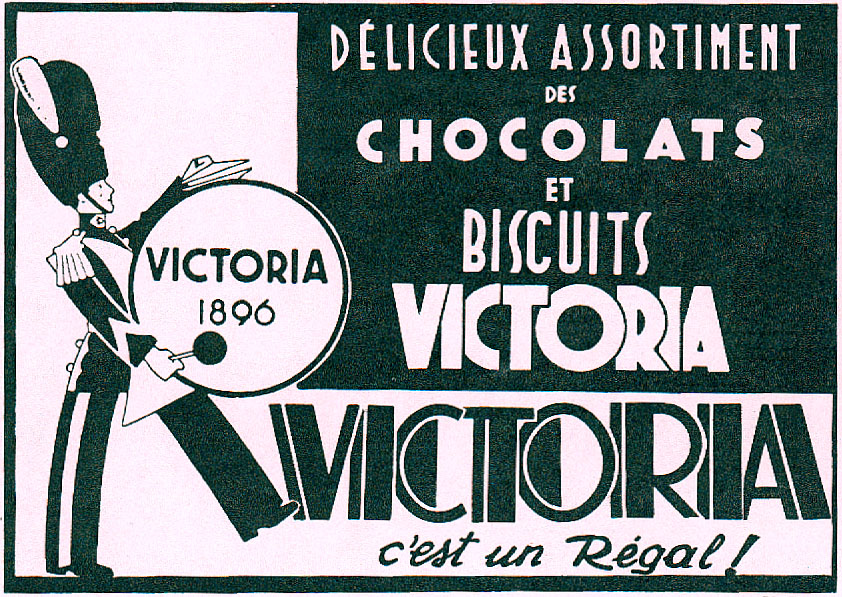
Publiciteit uit 1939 met de stappende Britse grenadier met grote trom

Tot 1938 was het embleem een portret van de Britse koningin Victoria. Daarna kwam de stappende Britse grenadier met grote trom.

## Trivia
- In 1930 werd een film over het proces van de chocoladeproductie opgenomen in de Victoria-fabriek.
- In de bloeitijd organiseerde Victoria 's zomers strandspelen.